# 神話・伝説に関する文献の一覧
神話・伝説に関する文献の一覧は、世界各地の「神話・伝説・民話」の記録された文献（書物、口承文芸、粘土板、壁画などの資料）を網羅した一覧である。
この一覧は未完成です。加筆、訂正して下さる協力者を求めています。

## 神話の原典資料

### 日本神話
- 『古事記』 - 太安万侶が編纂した日本最古の歴史書。
  - 『古事記伝』 - 本居宣長による古事記の注釈書。
- 『日本書紀』 - 舎人親王により編纂された日本最古の正史。
- 『風土記』

### 中国神話
- 『山海経』 - 中国最古の地理書。
- 『淮南子』
- 『捜神記』
- 『拾遺記』
- 『白蛇伝』 - 中国古代の四大民間伝説の一つ。
- 『列仙伝』
- 『神仙伝』
- 『述異記』
- 『太平広記』

### インド神話
- 『リグ・ヴェーダ』 - ヴェーダの一つで、最古のものとされる。
- 『マハーバーラタ』、『ラーマーヤナ』 - 古代インドの二大叙事詩。
- プラーナ文献 - ヒンドゥー教の聖典群。
- 『パンチャタントラ』 - 説話集。

### エジプト神話
- ピラミッド・テキスト
- コフィン・テキスト
  - 呼吸の書（英語版）
  - 死者の書
  - 洞窟の書（英語版）
  - 門の書（英語版）
  - アムドゥアト（英語版）
- 大地の書（英語版）
- 冥界の書（英語版）
- en:Book of the Heavenly Cow
- アテン賛歌（英語版）
- シャバカストーン（英語版）を始めとする古代エジプトの石碑（en:Category:Ancient Egyptian stelas）
- 「エジプト神イシスとオシリスの伝説について」 - プルタルコス『倫理論集（モラリア）』の1篇。

### ギリシア神話・ローマ神話
【希】はギリシア語で、【羅】はラテン語で記された文献・作品であることを示す。

#### 叙事詩
- 叙事詩環 - 【希】『イーリアス』、『オデュッセイア』を含む、トロイア戦争に関する一連の叙事詩。
- テーバイ圏 - 【希】『テーバイド』、『エピゴノイ』を含む、テーバイに関する一連の叙事詩。
- 『ティーターノマキアー（英語版）』 - 【希】コリントスのエウメロスによる叙事詩。
- 『神統記』、『仕事と日』、『ヘラクレスの盾（英語版）』、『名婦列伝』 - 【希】ヘーシオドスの叙事詩。
- 『アルゴナウティカ』 - 【希】ロドスのアポローニオスの叙事詩。
- 『ディオニュソス譚』 - 【希】ノンノスの叙事詩。
- 『変身物語』 - 【羅】オウィディウスの叙事詩。
- 『アエネーイス』 - 【羅】ウェルギリウスの叙事詩。
- 『テーバイド』 - 【羅】スタティウスによる叙事詩。

#### 祝勝歌・讃歌
- 祝勝歌 - 【希】「ピューティア第四祝勝歌」のように、神話について歌うものもある。ピンダロス、バッキュリデースらが有名。
- 『ホメーロス風讃歌』 - 【希】作者不詳。
- 『アプロディーテーへの讃歌』 - 【希】女流詩人サッポーによる詩。
- 『オルペウス讃歌』 - 【希】

#### 演劇・戯曲
- ギリシア悲劇、サテュロス劇 - 【希】三大悲劇詩人のものが現存。主に神話を題材にとった[注 1]。悲劇32篇とサテュロス劇1篇が現存。
- セネカによる悲劇 - 【羅】偽作も含めて10篇が現存。

#### その他
- 『ビブリオテーケー』 - 【希】アポロドーロスによる神話の概説書。
- 『神話集』 - 【羅】ヒュギーヌスによるギリシア神話集。
- 『黄金のロバ（英語版）』 - 【羅】アプレイウスの小説。

### ケルト神話
- 『マビノギオン』
- 『赤牛の書』
- 『レンスターの書（英語版）』
- 神話物語群
- アルスター物語群
- フィン物語群
- 王物語群（英語版）
- その他神話群（en:Welsh mythology、en:Cornish mythology、en:Breton mythology）

### 北欧神話
- 『古エッダ』
- 『スノッリのエッダ』
- スカルド詩
- サガ

### スラヴ神話
- 『原初年代記』

### メソポタミア神話
- 『ギルガメシュ叙事詩』
- 『シュルギの自賛』
- 『エヌマ・エリシュ』
- 『アトラ・ハシース神話』
- エラ神話（フランス語版）

### マヤ神話
- 『ポポル・ヴフ』
- 『チラムバラムの書』

### アステカ神話
- キリスト教修道士ベルナルディーノ・デ・サアグンの著書
- ボルジア絵文書（英語版）
- フェイエールヴァーリ・マイヤー絵文書（英語版）

### チベットの神話
- 開闢神話についての文献
  - 『マニカンブム』 - ニンマ派のニャンレル・ニマウーセルによる史書（埋蔵宝典）。
  - 『王統明鏡史』 - サキャ派のソナム・ゲルツェンによる史書。

- ボン教神話
  - 『十万白龍』

- 聖者伝
  - 『ペマカタン』 - パドマサンバヴァの伝記（サンゲリンパの埋蔵宝典）。
  - 『ドドゥー』、『セルミク』、『シジー』 - ボン教の開祖シェンラプ・ミボの伝記。

### グノーシス派の神話
- ナグ・ハマディ写本
- 『ピスティス・ソフィア（英語版）』
- 反異端文書
  - エイレナイオス 『異端反駁』
  - ヒッポリュトス 『全異端反駁』

### その他
- 『集史』 - トルコ系民族・モンゴル系民族の創設神話エルゲネコン (神話)（英語版）などが書かれた歴史書
- ジャンガル - 口承で伝わったモンゴルの叙事詩で、バージョンによっては百章以上になる場合もある。

## 宗教・思想

### 宗教書
ユダヤ教
- 『ヘブライ語聖書』（タナハ）
- 『タルムード』
- ラビ文学

キリスト教
- 『旧約聖書』 - ユダヤ教の『ヘブライ語聖書』と共通。
- 『新約聖書』

古代ユダヤ教・キリスト教の文献
- 死海文書
- 偽典
- 外典
- 黙示文学
- 『七十人訳聖書』

イスラーム教
- 『クルアーン』

仏教
- 仏伝文学
  - 『ブッダチャリタ』
  - 『ジャータカ（本生話）』

道教
- 『老子道徳経』
- 『抱朴子』

ゾロアスター教
- 『アヴェスター』
- 『デーンカルド』
- 『ブンダヒシュン』

セレマ
- 『法の書』 - アレイスター・クロウリーの書いた聖典。

空飛ぶスパゲッティ・モンスター教
- 『空飛ぶスパゲッティ・モンスターの福音書』

### 神秘思想
ヘルメス思想
- ヘルメス文書
  - 『ヘルメス選集』（コルプス・ヘルメティクム）
  - 『アスクレピオス』
  - 「エメラルド・タブレット」

カバラ
- 『光輝の書』（セーフェル・ハ・ゾーハル）
- 『形成の書』（セーフェル・イェツィーラー）
- 『清明の書（英語版）』（セーフェル・ハ・バーヒール）
- 『天使ラジエルの書』

### 悪魔学・魔女論
- 『魔女に与える鉄槌』 - 異端審問官ハインリヒ・クラーマーの著作

## 昔話・伝承
民話集、説話集
- 『ペンタメローネ』 - ヨーロッパにおける最初の本格的な民話集。ナポリ方言。
- 『イソップ寓話』 - 古代ギリシアの寓話集。
- 『孔雀石の小箱（英語版）』 - ロシア民話短編集。
- 『グリム童話』
- 『ペロー童話集』
- 『ダシャクマーラチャリタ』 - インド民話。
- 『千夜一夜物語』
- 御伽草子
- 『まんが日本昔ばなし』

古謡
- マザー・グース
- 「妖精の騎士」
- 「ジョン・バーリーコーン」
- 「タム・リン」

叙事詩
- 『豹皮の騎士』 - グルジア語の叙事詩。
- 『ローランの歌』 - 古フランス語の叙事詩。
- 『わがシッドの歌』 - 中世スペインの叙事詩。
- 『ニーベルンゲンの歌』 - ドイツの叙事詩。
- 『シャー・ナーメ』 - イラン最大の民族叙事詩。
- 『ベーオウルフ』 - 古英語の叙事詩。英文学最古の伝承の一つ。
- 『カレワラ』 - フィンランドの民族叙事詩。
- 『ユーカラ』 - アイヌの民族叙事詩。
- 『ウズ・ルジアダス』 - ポルトガルの民族叙事詩。
- 『ケサル王伝』 - チベット・モンゴルの叙事詩。
- 『デデ・コルクート（英語版）』 - トルコの叙事詩

## 創作
童話・ファンタジー
- 『絵本百物語』
- 『ゲゲゲの鬼太郎』
- 『オズの魔法使い』
- アンデルセン童話

戯曲
- シェイクスピアの作品

小説
- 『ドン・キホーテ』

中国の小説
- 『夷堅志』
- 『桃花源記』
- 『封神演義』
- 『聊斎志異』
- 四遊記（『西遊記』など含む）
- 『子不語』

クトゥルフ神話

## 百科事典・博物誌
- 『博物誌』 - 古代ローマの大プリニウスが1世紀のあらゆる分野について記した書物。バジリスクなどの「架空生物」についても記載されている。
- 『フィロロギアとメルクリウスの結婚について』
- 『医学論（英語版）』 - 紀元前後の学者アウルス・コルネリウス・ケルススが著した百科事典の一部（他の農業・法律・軍事・宗教儀式などの部分の多くは失われた。）。
- 『スーダ辞典』 - 東ローマ帝国で編纂された辞書・百科事典。古代の文献からの引用も多く、資料的価値が高い。
- 『リティカ』 (Lithica) - オルペウスによる叙事詩の体裁をとった金石誌。石の特徴と象徴的な意味を説明している。
- 『フュシオロゴス』 - 中世ヨーロッパの動物誌の基になった文献。

## 占い、神託、オカルト
神託・予言
- 『シビュラの託宣』 - シビュラによる神託をまとめたとされるギリシア語の詩集。
- 『ミシェル・ノストラダムス師の予言集』

占術
- 『易経』
- 『占事略决』 - 陰陽師・安倍晴明の著と伝えられる陰陽道に関する書物。

錬金術
- ラムスプリンク（ドイツ語版） 『賢者の石について』
- ニコラ・フラメル 『象形寓意図の書』
- フルカネリ（フランス語版） 『大聖堂の秘密』『賢者の住居』

医術
- パラケルスス#著作

### 呪術
- 『ガルドラボーク』 - アイスランドの呪術書。

儀式魔術書
- ソロモンの鍵
  - ヒュグロマンテイア（英語版） - 「ソロモンの鍵」の原型と考えられている中世ギリシア語文献。
- 『レメゲトン』
- 『ホノリウスの誓いの書』

グリモワール（半民衆的魔術書）
- 『大奥義書』
- 『真正奥義書』
- 『教皇ホノリウスの奥義書（英語版）』
- 『小アルベール（フランス語版）』
- 『大アルベール（フランス語版）』